# Roztocikî, Dolîna
Roztocikî (în ucraineană Розточки) este o comună în raionul Dolîna, regiunea Ivano-Frankivsk, Ucraina, formată numai din satul de reședință.

## Demografie
Componența lingvistică a comunei Roztocikî
     Ucraineană (100%)
Conform recensământului din 2001, toată populația comunei Roztocikî era vorbitoare de ucraineană (100%).